# Carnoustie Golf Club
De Carnoustie's Dalhousie Golf Club is een golfclub aan de oostkust van Schotland. De naam Dalhousie wordt niet veel gebruikt, men spreekt over de Carnoustie Golf Club.

## De club
In 1868 gaf de 11de Earl of Dalhousie toestemming om op zijn land een golfbaan aan te leggen en er een clubhuis te bouwen. De club is een van de tien oudste golfclubs ter wereld. Na jarenlang een herberg als ontmoetingsplaats te hebben gebruikt, werd in 1882 het eerste eigen clubhuis gebouwd. Sinds 1999 is de 17de Earl of Dalhousie beschermheer van de club.

## Ladies Club
In 1873 werd de Carnoustie Ladies Club opgericht. Leden waren vooral de echtgenotes van de Dalhousie Golf Club. De dames speelden op een par3-baan die meer landinwaarts lag.
In 1895 kreeg de damesclub een nieuw clubhuis, dat nog steeds gebruikt wordt. De baan werd in 1926 door James Braid verbeterd. Later mochten de dames op Carnoustie spelen vanaf speciale damestees. Het is de oudste damesgolfclub ter wereld.

## De banen
Naast de Championship Course zijn er nog twee 18 holesbanen: Burnside (par 68) en Buddon (par 66). De Championship Course was oorspronkelijk een 9 holesbaan en werd door Tom Morris sr. in 1872 uitgebreid tot 18 holes.

## Het Open
De club is veelvuldig gastheer geweest van het Britse Open.
| Jaar | Winnaar            | Land             |
| ---- | ------------------ | ---------------- |
| 2018 | Francesco Molinari | Italië           |
| 2007 | Pádraig Harrington | Ierland          |
| 1999 | Paul Lawrie        | Schotland        |
| 1975 | Tom Watson         | Verenigde Staten |
| 1968 | Gary Player        | Zuid-Afrika      |
| 1953 | Ben Hogan          | Verenigde Staten |
| 1937 | Henry Cotton       | Engeland         |
| 1931 | Tommy Armour       | Verenigde Staten |

## Het Schots Open
Tweemaal kwam het Schots Open naar Carnoustie.
| Jaar | Winnaar     | Jaar      |
| ---- | ----------- | --------- |
| 1995 | Wayne Riley | Australië |
| 1996 | Ian Woosnam | Wales     |